# Maieru
Maieru is een Roemeense gemeente in het district Bistrița-Năsăud.
Maieru telt 7681 inwoners.